# 簡子
簡子（1991年5月29日—），本名簡德瀚，台灣著名魔術師，簡子製造有限公司負責人。

## 事業生涯
2011年，發表了橡皮筋魔術作品集筋手指（TOUCH），引起全球魔術圈關注，成為台灣第一位進軍美國魔術平台Ellusionist及Theory11的魔術師。
2012年，因模仿法籍魔術師Yif而登上PTT被鄉民推爆，並受到各大新聞媒體報導，爾後協助Yif設計魔術並助其登上2014年與2016年央視春晚。
2015年12月，參與了Yif魔幻第二季的演出，首次亮相在優酷衝破千萬點擊率。
2017年8月，受邀前往美國Penguin Magic，擔任魔術師Joe Rindfleisch講座的嘉賓，同年度再度受邀至美國舉辦個人講座。他也是台灣第一位受邀至該講座的魔術師。
2018年7月，代表台灣前往世界魔術大會FISM舉辦講座，並登上天下雜誌專訪。
2020年5月，發起台灣線上魔術大會，成為台灣有史以來最多人參與的魔術大會。
2023年8月10日，國際魔術師協會頒發了梅林獎最佳原創魔術貢獻獎給簡子。
2024年9月6日至8日，主辦首屆台北國際魔術節，請來幻術大仙擔任代言人。

## 經歷
＊魔術師陳日昇魔術顧問
＊魔術師王亦豐魔術顧問
＊魔術師鄧男子魔術顧問
＊中視《達人總動員》魔術顧問
＊江蘇衛視《超凡魔術師》魔術顧問
＊2012 TMA台灣巡迴魔術講座（講師）
＊2013  中視義大跨年晚會（魔術策劃）
＊2014  央視春晚「團圓飯」（顧問）
＊2014 全台灣高中魔術聯賽（評審）
＊2014  台灣大學近距離魔術比賽（評審）
＊2015 第六屆國道清水魔術節（評審）
＊2016  央視春晚「家的思念」（顧問）
＊2016 日本巡迴魔術講座（講師）
＊2016 中國巡迴魔術講座（講師）　
＊2017  輔大近距離魔術比賽（評審）
＊2017  企鵝魔術線上講座（講師）
＊2018 世界魔術大會FISM（講師）
＊2019 第一屆卡巴拉魔術大會（嘉賓）
＊2020 第一屆台灣線上魔術大會（發起人）
＊2024 台北國際魔術節OMG（發起人）
＊台灣大學 魔術社（講師）
＊成功大學 魔術社（講師）
＊政治大學 魔術社（講師）
＊交通大學 魔術社（講師）
＊淡江大學 魔術社（講師）
＊東吳大學 魔術社（講師）
＊輔仁大學 魔術社（講師）
＊台灣師範大學 魔術社（講師）
＊台北醫學大學 魔術社（講師）

## 藝人指導
羅志祥、何炅、謝娜、魏大勛、胡瓜、天心、歐弟、錦榮、白凱南...等。

## 外部連結
- YouTube上的簡子頻道
- 林子超／LoveMagi〈魔術師專訪-簡子〉 （页面存档备份，存于）
- Ching Hui Yang／群眾觀點〈【專訪】台灣魔術圈的創意旗手–簡子〉 （页面存档备份，存于）
- theory11〈Touch by Hanson Chien〉 （页面存档备份，存于）